# Armando Dellantonio
Armando Dellantonio (19 de enero de 1925-febrero 2022) fue un deportista italiano que compitió en esgrima, especialista en la modalidad de espada. Ganó una medalla de oro en el Campeonato Mundial de Esgrima de 1954, en la prueba por equipos.

## Palmarés internacional
| Campeonato Mundial | Campeonato Mundial      | Campeonato Mundial | Campeonato Mundial |
| Año                | Lugar                   | Medalla            | Prueba             |
| ------------------ | ----------------------- | ------------------ | ------------------ |
| 1954               | Luxemburgo (Luxemburgo) | Medalla de oro     | Espada por equipos |